# Воскресенка (Яйський округ)
Воскресе́нка (рос. Воскресенка) — селище у складі Яйського округу Кемеровської області, Росія.

## Населення
Населення — 107 осіб (2010; 156 у 2002).
Національний склад (станом на 2002 рік):
- росіяни — 98 %